# Haemaphysalis taiwana
Haemaphysalis taiwana är en fästingart som beskrevs av Mika Sugimoto 1936. Haemaphysalis taiwana ingår i släktet Haemaphysalis och familjen hårda fästingar. Inga underarter finns listade i Catalogue of Life.